# رينيه بلانشارد
رينيه بلانشارد (بالفرنسية: René Blanchard)‏ هو لاعب هوكي الجليد فرنسي، ولد في 12 يوليو 1947 في Megève ‏ في فرنسا.

## وصلات خارجية
- رينيه بلانشارد على موقع EliteProspects.com (الإنجليزية)
- رينيه بلانشارد على موقع اللجنة الأولمبية الدولية (الإنجليزية)
- رينيه بلانشارد على موقع أوليمبيديا (الإنجليزية)